# Aquilaria hirta
Aquilaria hirta là một loài thực vật]] thuộc họ Thymelaeaceae. Loài này có ở Indonesia và Singapore.